# Bois-Colombes
Bois-Colombes là một xã trong vùng hành chính Île-de-France, thuộc tỉnh Hauts-de-Seine, quận Nanterre, tổng Bois-Colombes. Tọa độ địa lý của xã là 48° 55' vĩ độ bắc, 02° 16' kinh độ đông. Bois-Colombes nằm trên độ cao trung bình là 30 mét trên mực nước biển. Xã có diện tích 1,92 km², dân số vào thời điểm 1999 Zählung là 23.885 người; mật độ dân số là 12.440 người/km².

## Thông tin nhân khẩu
| 1954   | 1962   | 1968   | 1975   | 1982   | 1990   | 1999   |
| ------ | ------ | ------ | ------ | ------ | ------ | ------ |
| 27 899 | 29 938 | 28 934 | 26 657 | 23 780 | 24 415 | 23 885 |

## Các thành phố kết nghĩa
- Neu-Ulm, Đức,